# Daigo Furukawa
Daigo Furukawa (født 15. september 1999) er en japansk fodboldspiller, som spiller for den japanske fodboldklub JEF United Chiba.